# Bulbophyllum piestoglossum
Bulbophyllum piestoglossum är en orkidéart som beskrevs av Jaap J. Vermeulen. Bulbophyllum piestoglossum ingår i släktet Bulbophyllum och familjen orkidéer.
Artens utbredningsområde är Filippinerna. Inga underarter finns listade i Catalogue of Life.